# 황후 청석
황후청석(皇后靑舃)은 황후의 대례복인 심청색 적의를 입을 때 신는 신발이다. 1979년 1월 23일 대한민국의 국가민속문화재 제55호로 지정되었다.
청석은 대한제국으로 국호를 바꾼 후에 황후의 대례복을 심청색의 적의로 만들 때 그 일습으로 만든 신이다. 순종비 윤황후의 적의 사진을 보면 9룡7봉관 대신 대수를 쓰고 있다. 영친왕비의 9등 적의 일습이 궁중유물 전시관에 소장되어 있는데 대수·적의·중단·폐슬·상·옥대·옥규·패옥·적말·적석·후수·대대가 갖추어져 있다.
황후청석의 겉감은 심청색 공단이고, 안감은 백색 명주인데 속에 심을 빳빳하게 대어 신발의 모양이 팽팽하게 유지되고 있다. 청석의 코에는 보라색 술 장식이 있는데, 하나는 떨어져 나갔다. 청석의 콧날은 좌우 2쪽을 연결시킨 부분이므로 콧날부터 운두 가장자리 전체를 보라색 실로 촘촘하게 수놓아 장식했고 콧날 밑 부분에는 2쪽을 연결시킨 부분을 튼튼하게 하고 장식도 겸하여 구름무늬를 오려 붙였다. 운두 바로 아래에는 보라색의 가는 끈으로 장식하였다.
 본 문서에는 서울특별시에서 지식공유 프로젝트를 통해 퍼블릭 도메인으로 공개한 저작물을 기초로 작성된 내용이 포함되어 있습니다.